# Tillsjötjärnen
Tillsjötjärnen är en sjö i Nordanstigs kommun i Hälsingland och ingår i Gnarpsån-Harmångersåns kustområde. Sjön har en area på 0,0507 kvadratkilometer och ligger 8 meter över havet. Sjön avvattnas av vattendraget Harmångersån N Grenen.

## Delavrinningsområde
Tillsjötjärnen ingår i det delavrinningsområde (686492-158035) som SMHI kallar för Mynnar i havet. Medelhöjden är 9 meter över havet och ytan är 0,96 kvadratkilometer. Det finns inga avrinningsområden uppströms utan avrinningsområdet är högsta punkten. Avrinningsområdets utflöde Harmångersån N Grenen mynnar i havet. Avrinningsområdet består mestadels av skog (41 procent). Avrinningsområdet har 0,09 kvadratkilometer vattenytor vilket ger det en sjöprocent på 8,7 procent. Bebyggelsen i området täcker en yta av 0,38 kvadratkilometer eller 36 procent av avrinningsområdet.